# عبدالقدیر صیاد
سید عبدالقدیر صیاد (زاده: ۱۳۴۶ ولسوالی تیشکان، ولایت بدخشان) یک سیاست‌مدار اهل افغانستان است. وی نمایندهٔ مردم بدخشان در دوره پانزدهم مجلس نمایندگان افغانستان بود.

## زندگی‌نامه
سید عبدالقدیر صیاد متولد ۱۳۴۶ از منطقه ده سیدان ولسوالی تیشکان ولایت بدخشان است. وی تحصیلات خود را در مقطع دیپلم به اتمام رسانده‌است.

## دیگر فعالیت‌ها
- فرمانده امنیتی ولسوالی تیشکان.[۱]
- فرمانده لوای/تیپ ۷۳ گارد ریاست جمهوری.[۱]
- فرمانده امنیتی ولسوالی ارگو بدخشان.[۱]